# Sambucaceae
Sambucaceae is een botanische naam, voor een familie van tweezaadlobbige planten. Een familie onder deze naam wordt zo af en toe erkend door systemen voor plantentaxonomie, zoals door het Dahlgrensysteem en Revealsysteem. Indien erkend gaat het om een kleine familie die alleen bestaat uit het geslacht Sambucus.
In de regel worden de betreffende planten ingedeeld in de familie Caprifoliaceae of Adoxaceae.